# Хо-Ни I
Самоходная артиллерийская установка Тип 1 (яп. 一式砲戦車 — букв. «пушечный танк»), «Хо-Ни I» (яп. ホニ I) — японская самоходная артиллерийская установка (САУ) периода Второй мировой войны. Создана инженерами компании «Мицубиси» в 1941 году на шасси среднего танка Тип 97 «Чи-Ха», в том же году было произведено 125 единиц этой САУ. «Хо-Ни I» в литературе часто относят к противотанковым САУ, однако по своему назначению она являлась САУ поддержки, более приспособленной для стрельбы с закрытых позиций. Выпущенные САУ использовались японскими войсками в боях на завершающем этапе войны.